# Mbassa Sakho
Mbassa Sakho es una deportista senegalesa que compitió en taekwondo. Ganó dos medallas de plata en el Campeonato Africano de Taekwondo, en los años 2010 y 2012.

## Palmarés internacional
| Campeonato Africano | Campeonato Africano       | Campeonato Africano | Campeonato Africano |
| Año                 | Lugar                     | Medalla             | Categoría           |
| ------------------- | ------------------------- | ------------------- | ------------------- |
| 2010                | Trípoli (Libia)           | Medalla de plata    | –73 kg              |
| 2012                | Antananarivo (Madagascar) | Medalla de plata    | –67 kg              |